# كج غردن
كج غردن (بالفارسية: کج گردن) هي قرية تقع في قسم تشناران الريفي (مقاطعة تشناران) في إيران.